# Paul Vulliaud
Paul Vulliaud, né Alexandre Paul Alcide Vulliaud, le 5 février 1875 à  Lyon et mort le 3 novembre 1950 à Épinay-sur-Seine (Seine), est un écrivain, traducteur et peintre français.
Catholique, hellénisant tout autant qu'hébraïsant, il est l'auteur de traductions et commentaires de la Bible hébraïque, du Zohar, ainsi que d'œuvres de Dante, de Shakespeare et de Salomon ibn Gabirol.

## Biographie
Après des études au Lycée Ampère puis à l’École des Beaux Arts de Lyon, il monte à Paris où il travaille quelque temps chez le libraire Émile Nourry. Paul Vulliaud occupe ensuite une place d'archiviste au Journal des Débats jusqu'en 1939.

## Travaux
En 1907, il fonde la revue Les entretiens idéalistes à laquelle participent Henri Clouard, Vaillant-Couturier, Joseph Serre et Léon Bloy.
En 1923, Paul Vulliaud publie La Kabbale Juive, où il argumente en faveur de l'antiquité du Zohar et de la Kabbale, et différencie la kabbale juive de la kabbale chrétienne. Selon lui, « Les causes d'examen relatives à l'ésotérisme juif sont donc nombreuses. La science des religions, l'archéologie israélite, l'histoire de la philosophie, l'origine du Christianisme, l'étude des sectes religieuses contemporaines y sont intéressées ».
Il affirme que : 

« L'examen des procédés ésotériques d'interprétation accuse l'originalité de la Kabbale. Dans quelle autre tradition en trouve-t-on de similaires ? Les analogies de Kabbale numérale et littérale, remarquées chez les Grecs, les Latins ou les Arabes, par exemple, montrent bien plutôt l'incapacité de ces peuples à soumettre leur idiome aux manipulations qui sont, pour ainsi dire, le privilège de la tradition et de la langue israélite. »

En 1936, il publie La Clé Traditionnelle des Évangiles, y retraçant la polémique séculaire entre hellénisants, hébraïsants et aramaïsants quant à la langue du Nouveau Testament. Il plaide en faveur de la rédaction sémitique, sans trancher entre hébreu et araméen. Ce n'est qu'en 1952, dans La Fin du Monde, après les découvertes des Manuscrits de Qumrân, qu'il développe la thèse que la langue hébraïque serait la langue originelle du Nouveau Testament.

## Réception
Son œuvre fut considérée comme ésotérique ou marginale, à peine citée par Gershom Scholem ou Charles Mopsik. François Secret tient Paul Vulliaud pour son initiateur et publie deux textes inédits dans les années 1980. 
Elle fut reprise par Bernard Dubourg qui se base sur les travaux de Vulliaud pour affirmer à son tour que l'hébreu était la langue originelle du Nouveau Testament, en fondant sa thèse sur un certain usage de la kabbale juive. Les travaux de Dubourg n'ont guère eu meilleure réception dans le monde scientifique.
La bibliothèque de Vulliaud, cédée par sa veuve à l'Alliance israélite universelle, contient une correspondance avec l'abbé Henri Bremond.